# Графон (стилистика)
Графон (граффон) — умышленное искажение орфографической нормы, отражающее индивидуальные или диалектные отклонения от фонетической нормы.
Термин введён В. А. Кухаренко в «Практикуме по стилистике иностранного языка». По своему составу различаются интериорные графоны, которые реализуются в составе слова, например англ. cause вместо because, и контактные, которые реализуются на стыках слов, например англ. gonna вместо going to. Первичная функция графонов — характерологическая: с их помощью в речи персонажа выделяются фонетические особенности, которые характеризуют его как представителя определённой социальной среды, носителя того или иного диалекта или отражают его индивидуальные особенности. Вторичная функция графонов обуславливается идейно-эстетическими позициями автора и всем содержанием произведения.
Л. Л. Емельянова трактует графон как «ассоциативный стилистический приём фонологического уровня, который реализуется путём нарушения орфографической нормы». При такой трактовке понятия графона за рамками исследования остаётся ряд явлений фонологического порядка, не связанных с социально-региональной стратификацией речи, такие как дефекты произношения, детская речь, речь в состоянии аффекта, иностранный акцент и так далее.
Российский исследователь А. П. Сковородников определяет графон как фигуру речи, представляющую собой стилистически значимое отклонение от графического стандарта и/или орфографической нормы. Таким образом к графонам неправомерно относятся все графические средства выделения слов и словосочетаний, а именно — «необычные, но мотивированные стилистическим контекстом написания (начертания) слов (разные шрифтовые выделения, разрядка, дефисация, введение в основной текст инородных знаков, написание прописной вместо строчной и другие графико-орфографические альтернативы), а также фигурное расположение текста на плоскости листа».